# Ilha Folly
A Ilha Folly ou as Ilhas Folly é uma ilha subantártica localizada no grupo da Ilha Campbell na Nova Zelândia.
Em um mapeamento da ilha em 1976, foram encontrados ratos e  "possivelmente a única posição imaculada de
Chionochloa antarctica" (um tufo grama) na área, de acordo com naturalistas. Pesquisa de artrópodes também foram feitas e nenhuma relatou algo mais do que um wētā.
A área está entre um dos cinco grupos de ilhas subantárticas designadas como sítio Património da Humanidade da UNESCO.